# セリ・ノワール
『セリ・ノワール』（Série noire）は、1979年制作のフランス映画。

## 概要
ジム・トンプスンの小説『死ぬほどいい女』（A Hell of a Woman, 三川基好訳、扶桑社）をアラン・コルノーが映画化した作品。
日本では、80年代は日仏学院のシネクラブ上映(英語字幕付16ミリプリント)で幾度か上映されていた。その後1997年に、リュック・ベッソンが若い頃に見て感銘を受けたという7本のフランス映画をベッソンのコメント付で深夜にテレビ放映するという企画の1本に選ばれた。それをTSUTAYA限定リュック・ベッソン・セレクションの1つとしてVHSリリースし、日の目を見た。なお、2011年にはIVCがDVDリリースしている。

## 内容
中年にさしかかろうとしている、しがないセールスマン（押し売り業に近い）の男が商品を売りつけようと訪ねた家には、老婆に無理やり売春させられている少女がいた。男には妻がいたが、妻がキッチンドランカーに陥っていることもあり、夫婦関係は冷えきっていた。ある日、男はまた少女の家を訪れ、男と少女の波乱に満ちた危険な恋が幕を開け、男は少女のために犯罪を犯すようになる。

## スタッフ
- 監督・脚本：アラン・コルノー
- 製作：モーリス・ベルナール
- 原作：ジム・トンプスン
- 脚本：ジョルジュ・ペレック
- 撮影：ピエール＝ウィリアム・グレン
- 音楽：ジェラール・レノルマン、ボニーM、サッシャ・ディステル

## キャスト
- パトリック・ドヴェール
- マリー・トランティニャン
- アンドレアス・カツーラス
- ミリアム・ボワイエ
- ベルナール・ブリエ
- ジャンヌ・エルヴィエール